# Double-face
Double-face é uma expressão idiomática de origem francesa para designar tecidos que podem ser vistos ou usados de ambos os lados. É também um termo técnico para se referir às exigências requeridas na confecção de bandeiras para que possam ser vistas em paradas e desfiles militares sem deformar a heráldica. Um casaco de lã pode ser usado de ambos os lados, mesmo  sem  ter sido desenhado para isso, o que não acontece com as bandeiras dos países, que, às vezes,   devem ser double face por razões diversas.
A Bandeira do Brasil é double face porque as palavras Ordem e Progresso devem ser lidas corretamente, de ambos os lados, por observadores opostos. 
Em outros casos de bandeiras também ocorre o mesmo, por razões de estética e de uniformidade. A  bandeira da Papua-Nova Guiné, devido à estrela intrometida e ao sentido de orientação do voo das aves é para ser vista em marchas cívicas ou desfiles militares com o cateto menor do triângulo preto fixo ao mastro da bandeira, ou seja  com o voo em direção à marcha.

Bandeira do Brasil
Bandeira da Papua-Nova Guiné

Muitos tecidos que podem ser reusados, após poídos com o tempo, podem ser costurados invertidos; porém só são considerados double face se conservarem a mesma aspereza e tonalidade da cor no verso. 
Em Portugal,  usa-se a expressão "à double face" com sentido depreciativo, dada a crença de que objetos reversíveis são de má qualidade. Assim,  a expressão "à double face" corresponde, no Brasil, à expressão  "feito nas coxas".